# Base Francesa das Flores
A Estação de Telemedidas das Flores, melhor conhecida como Base Francesa das Flores, localizava-se na freguesia de Ponta Delgada, concelho de Santa Cruz das Flores, na Ilha das Flores, Região Autónoma dos Açores, em Portugal.
Destinava-se à detecção e estudo das trajectórias de mísseis balísticos de médio alcance (c. 3.000 quilómetros) disparados a partir do Centre d'Essais des Landes, em Biscarosse (França), ou de submarinos ou navios navegando nas águas da Bretanha, com trajectórias sobre o Oceano Atlântico. Constituía-se numa estação de telemetria (ou telemedidas como era então conhecida), anexa ao Centre d'Essais des Landes, funcionando em conjunto com meios aeronavais deslocados para a zona do Atlântico próximo ao ponto de queda dos projécteis.

## História
A notícia de que seria instalada uma base francesa na ilha das Flores para rastreio de mísseis balísticos, foi anunciada publicamente por Franco Nogueira, então Ministro dos Negócios Estrangeiros de Portugal, numa conferência de imprensa em 1964. Um observador à época considerou que este "surpreendente anúncio apanhou a audiência desprevenida, produziu o máximo impacto, e reforçou dramaticamente a imagem pública de um Portugal aproximando-se cada vez mais de aliados importantes". À época, face ao crescente isolamento provocado pela não aceitação pelos aliados ocidentais da ditadura de António de Oliveira Salazar e pela nascente guerra colonial, esta imagem de aproximação era importante para o regime.
O acordo que permitiu a instalação da Base, geralmente denominado por Acordo Luso-Francês de 1964, foi assinado a 7 de Abril de 1964. Uma equipa avançada de franceses chegou às Flores em 1965, sob o comando do major Barthélemy, com a missão de instalação de antenas. O estabelecimento da estação e o início das atividades teve lugar em outubro de 1966. O hotel-messe para apoio começou a ser explorado no início de 1967, concessionado ao grupo açoriano Bensaúde, que o explorou por seis anos.
A partir de 1968 a operação da base passou a ser apoiada pelo navio de ensaios "Henri Poincaré"
A Base Francesa das Flores esteve em operação até 1993, um ano após ter entrado em serviço o navio de seguimento de trajectórias balísticas "Monje", que a tornou obsoleta.

## Enquadramento jurídico
A Base funcionou ao abrigo de um conjunto de acordos entre a República Portuguesa e a República Francesa, oficialmente denominados Acordo para o fornecimento à República Francesa de certas facilidades no arquipélago dos Açores, geralmente denominado por Acordo Luso-Francês de 7 de Abril de 1964. Os acordos foram ratificados pelos seguintes diplomas:
- Decreto-Lei n.º 45885, de 24 de Agosto de 1964 — Autoriza o Governo, pelo Ministro das Finanças, a celebrar oportunamente um acordo financeiro com as autoridades francesas, destinado a dar execução ao acordo firmado entre os Governos de Portugal e da França, pelo qual são concedidas a este país determinadas facilidades nas ilhas dos Açores e define o regime administrativo em que se realizarão as despesas inerentes ao mesmo acordo;
- Decreto-Lei n.º 46189, de 16 de Fevereiro de 1965 — Define as condições em que fica autorizado o Ministério das Obras Públicas a executar até ao fim do ano de 1966, na ilha das Flores, diversos empreendimentos relacionados com o estabelecimento naquela ilha da estação de observação terrestre prevista no acordo luso-francês;
- Decreto-Lei n.º 47341, de 24 de Novembro de 1966 — Eleva à categoria de capitania, com a mesma área de jurisdição marítima, a Delegação Marítima do Porto de Santa Cruz, na ilha das Flores (Açores), fixa a respectiva lotação e altera os mapas A e B anexos ao Decreto n.º 9704 e o mapa anexo ao Decreto n.º 19401;
- Decreto-Lei n.º 48158, de 29 de Dezembro de 1969 — Prorroga até 30 de Junho de 1969 o prazo de realização de empreendimentos relacionados com o estabelecimento na ilha das Flores da estação de observação terrestre prevista no Acordo Luso-Francês, fixado no artigo 1.º do Decreto-Lei n.º 46189;
- Resolução do Conselho da Revolução n.º 124/77, de 4 de Junho — Aprova o Acordo Geral entre o Governo Português e o Governo Francês Respeitante à Utilização pela França de Certas Facilidades no Arquipélago dos Açores, assinado em Lisboa em 24 de Fevereiro de 1977, cujo texto em português está anexo;
- Resolução da Assembleia da República n.º 21/85, de 18 de Setembro —  Aprova para ratificação o Acordo entre a República Portuguesa e a República Francesa respeitante à utilização pela República Francesa de certas facilidades na Região Autónoma dos Açores, assinado em Lisboa em 3 de Abril de 1984, cujos textos em português e francês foram publicados em anexo;
- Resolução da Assembleia da República n.º 36/95, de 4 de Agosto — Aprova o  Acordo Relativo à Modificação do Acordo entre a República Portuguesa e a República Francesa, assinado em Lisboa a 3 de Abril de 1984, Respeitante à Utilização pela República Francesa de Certas Facilidades na Região Autónoma dos Açores fixado no Acordo Relativo à Modificação do Acordo entre a República Portuguesa e a República Francesa, assinado em Lisboa a 3 de Abril de 1984, Respeitante à Utilização pela República Francesa de Certas Facilidades na Região Autónoma dos Açores, assinado em Lisboa a 10 de Setembro de 1993, cuja versão autêntica nas línguas portuguesa e francesa foi publicada em anexo. Este acordo aprovou a extinção da Base;
- Lei n.º 32/96, de 16 de Agosto, que fixa a atribuição de pensão extraordinária aos trabalhadores abrangidos por acordos internacionais na Região Autónoma dos Açores;
- Decreto Legislativo Regional n.º 9/97/A, de 3 de Junho, que regulamenta a Lei n.º 32/96, de 16 de Agosto (atribuição de pensão extraordinária aos trabalhadores abrangidos por acordos internacionais na Região Autónoma dos Açores).